# Haʻaheo o Hawaiʻi
«Haʻaheo o Hawaiʻi» — быстроходная яхта короля Гавайских островов Камехамеха II. По типу парусного вооружения — бригантина.

## История создания
Судно было построено в штате Массачусетс (США) в 1816 году богатой семьёй судовладельцев Кроншильд. Во время англо-американской войны они отдали один из своих кораблей каперам. Глава семьи Джордж Кроншильд (род. в 1733) умер в 1815 году и его сын Джон Кроншильд младший (1766—1817), унаследовавший бизнес, приказал построить прогулочное судно которое первоначально назвал «Car of Concordia», а при регистрации — «Cleopatra’s Barge», таким образом отождествляя новое судно с лодкой египетской царицы Клеопатры VII. Судно было спущено на воду 21 октября 1816.

## Описание
Судно имело две мачты. На фок-мачте — прямые паруса, на грот-мачте — косые. Такое парусное вооружение обеспечивало хорошую скорость и позволяло уменьшить численность экипажа. Стоимость постройки судна составило около 50 000 долларов США и столько же ушло на внутреннее убранство. Салон был обшит панелями из красного дерева и других пород. Мебель была обита красным бархатом с золотым кружевом. Правый борт был окрашен в красочные горизонтальные полосы, а левый борт — в ёлочку. На судне был водопровод.